# Robert Hetzron
Robert Hetzron (nascido Herzog; 31 de dezembro de 1937 – 1997) foi um linguista húngaro cuja obra abordou principalmente as línguas afro-asiáticas, especialmente as faladas na Etiópia pelos gurages (línguas semíticas etíopes). O 35º encontro anual da Conferência Norte-Americana sobre a Linguística Afro-Asiática (North American Conference on Afroasiatic Linguistics - NACAL 35, em San Antonio, no Texas) - projeto desenvolvido inicialmente por Hetzron em Santa Bárbara, em 1972, foi dedicado à sua memória.

## Obras publicadas
- 1969: The Verbal System of Southern Agaw. Berkeley & Los Angeles: University of California Press. (Ph.D.-thesis)
- 1972: Ethiopian Semitic: studies in classification. Manchester.  ISBN 0-7190-1123-X
- 1977: The Gunnän-Gurage Languages. Nápoles: Istituto Orientale di Napoli.
- 1996: "The two futures in Central and Peripheral Western Gurage", in: G. Hudson (ed.), Essays on Gurage language and culture: dedicated to Wolf Leslau on the occasion of his 90th birthday, Wiesbaden: Harrassowitz, pp. 101–109.
- 1997: (ed.) The Semitic languages.  Routledge: Londres.  ISBN 0-415-05767-1.
- 2000: (com Berhanu Chamora), Inor. Munique: Lincom Europa. ISBN 3-89586-977-5.